# شيرتز
شيرتز (بالإنجليزية: Schertz, Texas)‏ هي مدينة تقع بولاية تكساس في شمال شرق الولايات المتحدة. تبلغ مساحة هذه المدينة 64.1 (كم²)، وترتفع عن سطح البحر 217 م، بلغ عدد سكانها 34883 نسمة في عام 2010 حسب إحصاء مكتب تعداد الولايات المتحدة وتصل الكثافة السكانية فيها 291.9 نسمة/كم2.

## التركيبة السكانية
حدّد مكتب تعداد الولايات المتحدة بيانات التركيبة السكانية لشيرتز في تعداد الولايات المتحدة. في ما يلي، التركيبة السكانية حسب تعدادي 2000 و2010.

### تعداد عام 2000
بلغ عدد سكان شيرتز 18,694 نسمة بحسب تعداد عام 2000، وبلغ عدد الأسر 6,604 أسرة وعدد العائلات 5,284 عائلة مقيمة في المدينة. في حين سجلت الكثافة السكانية 223.7 نسمة لكل كيلومتر مربع (579.4/ميل2). وبلغ عدد الوحدات السكنية 7,009 وحدة بمتوسط كثافة قدره 83.9 لكل كيلومتر مربع (217.3/ميل2).
وتوزع التركيب العرقي للمدينة بنسبة 82.04% من البيض و6.57% من الأمريكيين الأفارقة و0.48% من الأمريكيين الأصليين و1.77% من الأمريكيين ذوي الأصول الآسيوية و0.18% من سكان جزر المحيط الهادئ و5.53% من الأعراق الأخرى و3.43% من عرقين مختلطين أو أكثر و19.47% من الهسبانيون أو اللاتينيون من أي عرق.
بلغ عدد الأسر 6,604 أسرة كانت نسبة 45.5% منها لديها أطفال تحت سن الثامنة عشر تعيش معهم، وبلغت نسبة الأزواج القاطنين مع بعضهم البعض 67.2% من أصل المجموع الكلي للأسر، ونسبة 10% من الأسر كان لديها معيلات من الإناث دون وجود شريك،  بينما كانت نسبة 2.8% من الأسر لديها معيلون من الذكور دون وجود شريكة وكانت نسبة 20% من غير العائلات. تألفت نسبة 16.7% من أصل جميع الأسر من عدة أفراد يعيشون في نفس المنزل ونسبة 5.3% كانت تتألف من شخص يعيش بمفرده يبلغ من العمر 65 عاماً أو أكثر. وبلغ متوسط حجم الأسرة المعيشية 2.82، أما متوسط حجم العائلات فبلغ 3.17.
بلغ العمر الوسطي للسكان 35.1 عاماً. وكانت نسبة 29.3% من القاطنين تحت سن الثامنة عشر، وكانت نسبة 6.7% بين الثامنة عشر والرابعة والعشرين عاماً، ونسبة 32.9% كانت واقعةً في الفئة العمرية ما بين الخامسة والعشرين والرابعة والأربعين عاماً، ونسبة 22.2% كانت ما بين الخامسة والأربعين والرابعة والستين، ونسبة 8.3% كانت ضمن فئة الخامسة والستين عاماً فما فوق. يوجد لكل 100 أنثى 94.4 ذكر، ويوجد لكل 100 أنثى في الثامنة عشر من عمرها فما فوق 92.0 ذكر.
بلغ متوسط دخل الأسرة في المدينة 55,633 دولارًا، أما متوسط دخل العائلة فبلغ 60,220 دولارًا. وكان متوسط دخل الذكور 38,929 دولارًا مقابل 27,838 دولارًا للإناث. وسجل دخل الفرد الخاص بالمدينة 22,120 دولارًا. وكانت نسبة 3.9% من العائلات ونسبة 4.9% من السكان تحت خط الفقر، وكان من هؤلاء نسبة 5.8% تحت سن الثامنة عشر ونسبة 8.6% في الخامسة والستين من العمر وما فوق.

### تعداد عام 2010
بلغ عدد سكان شيرتز 31,465 نسمة بحسب تعداد عام 2010، وبلغ عدد الأسر 11,379 أسرة وعدد العائلات 8,840 عائلة مقيمة في المدينة. في حين سجلت الكثافة السكانية 376.5 نسمة لكل كيلومتر مربع (975.1/ميل2). وبلغ عدد الوحدات السكنية 12,047 وحدة بمتوسط كثافة قدره 144.2 لكل كيلومتر مربع (373.5/ميل2).
وتوزع التركيب العرقي للمدينة بنسبة 78.85% من البيض و8.57% من الأمريكيين الأفارقة و0.72% من الأمريكيين الأصليين و2.35% من الأمريكيين ذوي الأصول الآسيوية و0.18% من سكان جزر المحيط الهادئ و5.40% من الأعراق الأخرى و3.94% من عرقين مختلطين أو أكثر و25.74% من الهسبانيون أو اللاتينيون من أي عرق.
بلغ عدد الأسر 11,379 أسرة كانت نسبة 40.8% منها لديها أطفال تحت سن الثامنة عشر تعيش معهم، وبلغت نسبة الأزواج القاطنين مع بعضهم البعض 61.2% من أصل المجموع الكلي للأسر، ونسبة 11.8% من الأسر كان لديها معيلات من الإناث دون وجود شريك،  بينما كانت نسبة 4.7% من الأسر لديها معيلون من الذكور دون وجود شريكة وكانت نسبة 22.3% من غير العائلات. تألفت نسبة 18.6% من أصل جميع الأسر من عدة أفراد يعيشون في نفس المنزل ونسبة 6.2% كانت تتألف من شخص يعيش بمفرده يبلغ من العمر 65 عاماً أو أكثر. وبلغ متوسط حجم الأسرة المعيشية 2.75، أما متوسط حجم العائلات فبلغ 3.13.
بلغ العمر الوسطي للسكان 37.8 عاماً. وكانت نسبة 27.1% من القاطنين تحت سن الثامنة عشر، وكانت نسبة 7.5% بين الثامنة عشر والرابعة والعشرين عاماً، ونسبة 27% كانت واقعةً في الفئة العمرية ما بين الخامسة والعشرين والرابعة والأربعين عاماً، ونسبة 26.9% كانت ما بين الخامسة والأربعين والرابعة والستين، ونسبة 11.5% كانت ضمن فئة الخامسة والستين عاماً فما فوق. وتوزع التركيب الجنسي للسكان بنسبة 48.3% ذكور و51.7% إناث.

## أعلام
- تايلور سميث
- شون بوتر

## وصلات خارجية
- City of Schertz, Texas
- The US50 - Cities and Towns in Texas State